# イー・アンド・イー ソリューションズ
イー・アンド・イー ソリューションズ株式会社（英社名： E&E Solutions Inc.）は、DOWAホールディングス傘下の環境・リサイクル事業を扱う事業会社であるDOWAエコシステム株式会社の子会社である。通称EESあるいはE&ES。
E&EとはEnvironmentとEnergyの略称であり、環境とエネルギーにかかる課題を解決する環境コンサルタント企業である。類似する名称で、イー アンド イー株式会社や、株式会社イーアンドイー、株式会社イーアンドイーホールディングスなどがあるが、イー・アンド・イー ソリューションズ株式会社とは無関係の企業である。

## 沿革
- 1972年（昭和47年） - 千代田化工建設株式会社と米国 Dames&Moore 社を母体に千代田デイムス・アンド・ムーア株式会社設立
- 1982年（昭和57年） - 
  1. 環境デューデリジェンス業務開始
  2. 土壌・地下水汚染対策業務受託開始
  3. 風力発電に関する風況調査業務受託開始
- 2001年（平成13年） - イー・アンド・イー ソリューションズ株式会社に社名変更。株主が同和鉱業株式会社（現：DOWA エコシステム株式会社）に移行
- 2007年（平成19年） - 台湾事務所　開設
- 2012年（平成24年） - 
  1. 再生可能エネルギーの固定価格買取制度に伴い太陽光発電事業のデューデリジェンス業務開始
  2. 洋上風力発電に伴う環境アセスメント等サービス開始
- 2014年（平成26年） - 秋田営業所　開設

## 事業概要
再生可能エネルギー導入支援・調査（デューデリジェンス）
公共団体や民間事業者が再生可能エネルギーを導入するために必要となる基礎調査（発電量予測や技術評価など）、アドバイス、企画・計画の立案等を行う。
太陽光発電建設にかかる事前調査として発電量予測を行い、その後の第3者視点での建中管理・完工確認も行う。日本国内における太陽光発電所の発電量予測取扱案件数は数百件以上に上る。
風力発電所建設にかかる基礎調査としての発電量予測においては、風況観測塔やドップラー・ライダー（鉛直照射型）を用いた風況観測や、CFD（Computational Fluid Dynamics）モデル、気象モデルを用いた風況解析・予測も行っている。
土壌・地下水汚染調査及び対策（フェーズ1～3）
土壌・地下水汚染調査に係り、国内のみならず世界に展開する複数のコンサルタント等とのネットワークを有しており、各国の環境関連法令や現地の実情を踏まえた評価を可能にしている。
M&A等に伴う環境デューデリジェンス
展開する主なサービスは以下のとおりである。
1. 環境デューデリジェンス（環境DD）
2. 土壌・地下水調査・対策
3. 土壌・地下水汚染や環境全般に対する潜在的なリスクの抽出
4. 資産除去債務の算出
5. 遵法性や環境管理の状況についての精査

環境と社会への配慮
企業活動の全てのステージにおいて、自然環境、社会環境に与える影響を最小化し、問題の発生防止、環境問題に起因するリスクの低減に取り組んでいくための支援を行う。
環境アセスメント（環境影響評価法）
風力発電所（近年では国内大型洋上風力発電所の多数の実績を有す）や廃棄物処理施設建設に係り、これらが環境にどのような影響を及ぼすかについて、配慮書・方法書・準備書・評価書まで一貫して、調査・予測・評価の支援を行う。また、現場調査・解析も一部行っており、風況からアセスメントまでできる会社として強みを持っている会社でもある。